# Миапорский хребет
Миапорский хребет (арм. Միափորի լեռնաշղթա), также Мургузский хребет, — горный хребет в системе Малого Кавказа, расположен в Армении, в Гегаркуникской и Тавушской областях, к северо-востоку от Севана. Высшая точка — вершина Мургуз (2993 м).
Сложен вулканогенными породами и песчаниками. Тянется с северо-запада на юго-восток на 27 км. Безлесный на всем протяжении, кроме северо-западной части, где до высоты 2000 м покрыт с северо-запада хвойно-лиственными, а с севера и юга лиственными — (дубовыми и буковыми) лесами. Хребет покрыт многочисленными каменными россыпями.